# Культпохід до театру
«Культпохід до театру» (рос. «Культпоход в театр») — радянський художній фільм-комедія, поставлений на кіностудії «Білорусьфільм» у 1982 році режисером  Валерієм Рубінчиком. Прем'єра фільму в СРСР відбулася в травні 1983 року.

## Сюжет
Дія картини відбувається в далекому селі Білі озера. Житель села, механік Тихомиров, керівник місцевого вокально-інструментального ансамблю, протистоїть місцевим бюрократам, що виступають проти свободи творчості. Одного разу він відправляється в райцентр подивитися театральну постановку. Вистава справляє на нього таке враження, що він запрошує автора, молодого драматурга Скоробогатова, до себе додому з тим, щоб він розібрався в проблемах самого села і написав п'єсу про місцеве життя. Безробітний і недоглянутий письменник приїжджає і занурюється в проблеми жителів села, кінець кінцем сходиться з розведеною дочкою Тихомирова Анею, і той стає ще й його тестем. Письменник повертається з Анею в місто, але знову опиняється без грошей і збирається кинути п'єсу і влаштуватися на роботу будівельником. Тихомиров приїжджає до нього і переконує його закінчити розпочате. На зворотному шляху додому Тихомиров переживає серцевий напад. У фіналі п'єса доходить до постановки, і жителі села спостерігають зі сцени власне життя.

## У ролях
- Юрій Ступаков —  Тихомиров
- Євген Стеблов —  Скоробогатов, письменник
- Валентина Тализіна —  Поліна, дружина Тихомирова
- Валентина Шендрікова —  Алевтина, модистка
- Марина Шиманська —  Аня
- Валентин Печніков —  Буянов
- Анатолій Рудаков —  учасник художньої самодіяльності
- Віктор Іллічов —  невдаха наречений
- Ігор Класс —  Пєхов
- Марія Барабанова —  працівник культури
- Володимир Січкар —  артист театру
- Олександр Безпалий —  артист театру
- Нінель Жуковська —  вчителька
- Анжела Корабльова —  дочка Пехова

## Знімальна група
- Автор сценарію —  Валентин Черних
- Режисер-постановник —  Валерій Рубінчик
- Оператор-постановник —  Юрій Єлхов
- Художник-постановник —  Володимир Дементьєв
- Композитор —  Володимир Дашкевич
- Пісні на вірші — Максим Танк,  Геннадій Шпаліков